# Barranco de la Plana I
Barranco de la Plana I es un abrigo que contiene pinturas rupestres de estilo levantino. Está situado en el término municipal de Mequinenza (Aragón), en España. Se trata de un pequeño covacho orientado al Sur y abierto en los escarpes rocosos de la ladera de un cabezo situado junto a la localidad de Mequinenza, en el que se ha descubierto un poblado de la Edad del Bronce Medio-Tardío. En el interior del abrigo, aparecen dos paneles: el primero contiene grabados de trazo grueso y poco profundo y otros de trazo muy fino, con representación de tectiforme antropomorfos, líneas paralelas y convergentes y figuras arboriformes o abetiformes. El otro panel, situado enfrente, cuenta con dos figuras pintadas en rojo muy desvaído y embebido en el soporte que representan un pectiniforme y otra figura de forma lanceolada.
El abrigo está incluido dentro de la relación de cuevas y abrigos con manifestaciones de arte rupestre considerados Bienes de Interés Cultural en virtud de lo dispuesto en la disposición adicional segunda de la Ley 3/1999, de 10 de marzo, del Patrimonio Cultural Aragonés. Este listado fue publicado en el Boletín Oficial de Aragón del día 27 de marzo de 2002. Forma parte del conjunto del arte rupestre del arco mediterráneo de la península ibérica, que fue declarado Patrimonio de la Humanidad por la Unesco (ref. 874-653 ). También fue declarado Bien de Interés Cultural con el código RI-51-0009509.